# Митра, Рона
Ро́на Ната́ша Ми́тра (англ. Rhona Natasha Mitra, род. 9 августа 1976, Лондон, Великобритания) — британская актриса, модель и певица. Работает, главным образом, в США, наибольшую известность получила как актриса телесериалов.

## Биография
Родилась в Лондонском районе Паддингтон. Родители: отец Энтони Митра, по происхождению наполовину англичанин, наполовину бенгалец, мать Нора Дауни ирландского происхождения. Рона средний ребёнок в семье, имеет старшего и младшего братьев. Родители актрисы развелись в 1984 году. Воспитывалась в католической вере. После развода родителей Рона училась в закрытых частных школах для девочек, но была дважды оттуда исключена. Согласно утверждениям самой актрисы, в первый раз её выгнали за угон машины в 14-летнем возрасте, второй из-за конфликта с соученицами.
В возрасте 17 лет Рона Митра поступила в актёрскую школу, возглавляемую Джуди Денч, но провела там лишь год из положенных трёх. В последующие несколько лет Рона играла в театре, снималась в незначительных ролях в британских телесериалах и кинофильмах, пробовала себя в поп-музыке. Первая, пока относительно скромная известность пришла к Митре в 1997 году, когда компания Eidos выбрала её в качестве модели Лары Крофт для участия в показах и выставках игры Tomb Raider II: The Dagger of Xian. В этот период Рона становится активной участницей лондонской клубной жизни, что привело к суждениям об употреблении ею наркотиков. По мнению многих поклонников игры Tomb Raider именно Митра была наиболее подходящей моделью для этой роли, но в дальнейшем контракт был расторгнут без публичного объяснения причин. Согласно утверждениям прессы, для соответствия образу Лары Крофт Митре пришлось пройти пластическую операцию по увеличению груди, причём её сделал родной отец Энтони Митра, хирург по профессии. Сама актриса отрицает эту информацию.
На конец 2015 года оставалась незамужней, детей не имела. Рост 170 см, глаза карие, натуральный цвет волос — тёмно-каштановый. Благодаря привлекательной внешности Митра неоднократно включалась в различные рейтинги самых красивых женщин мира. Так, журнал Maxim поставил её на 86-е место в своем рейтинге Hot-100 в 2000 году, а в 2001 году на 46-е место.

## Карьера в большом кино
Карьера Роны Митры в большом кино начиналась весьма скромно. Её первые роли были эпизодическими и не занимали много времени на экране. В картине «Монк Доусон» она исполнила эпизодическую роль проститутки. В фильме «Крупье» её героиня даже не имела имени, будучи обозначенной в титрах как «девушка с травкой», и пребывала в кадре меньше одной минуты. Хотя в том же 1997 году Митре удалось получить большую роль принцессы Шахерезады в комедийном фэнтези «Первый рыцарь при дворе Аладдина», этот малобюджетный фильм вышел сразу на DVD и существенной известности актрисе не принес. Не стал прорывом и «Беовульф», где Митра получила главную женскую роль и сыграла в паре с Кристофером Ламбертом. Фильм удостоился уничижительных оценок критики, провалился в прокате, а в США вышел сразу в видеопрокат. Тем не менее, критики отмечали красоту и сексуальность Роны Митры, хотя и оставили без комментариев её актёрские способности.
После съёмок в «Беовульфе» актриса принимает решение перебраться в США, чтобы попытать счастья в Голливуде. Первой в американский период стала роль в одном из эпизодов сериала «Секретный агент», где Митра изобразила зомбированную девушку — профессиональную убийцу. В том же 2000 году Рона появляется в двух небольших ролях в высокобюджетных голливудских проектах — «Убрать Картера» и «Невидимке». Первый из них, несмотря на участие Сильвестра Сталлоне, полностью провалился в прокате и заслужил оценки как один из худших фильмов года. Соответственно и небольшая роль Митры прошла совершенно незамеченной. Во втором актриса сыграла совсем маленькую роль, которая заняла чуть более двух минут экранного времени. Её персонаж даже не имел имени и был обозначен в титрах как соседка Себастьяна. В ходе эпизода человек-невидимка проникал в её квартиру и насиловал полуголую героиню, но сцена изнасилования была вырезана из прокатной версии фильма.
В 2002 году на большой экран вышел новый фильм с участием Роны Митры — «Стильная штучка», где она сыграла второстепенную и совершенно малозначимую роль подруги главной героини в исполнении Риз Уизерспун. Кроме того, она сыграла эпизодическую роль секретарши британского министра в фильме «Али Джи в парламенте», с участием британского комика Саши Барона Коэна Фильм который вышел сразу на DVD, так и не побывав в прокате.
В 2003 году на большом экране появилось сразу два фильма с участием Митры. В картине «Шоссе смерти» она получила достаточно значимую роль девушки, пострадавшей от действий шоссейного маньяка, а затем помогающей главному герою расправиться с преступником. Однако этот фильм канадского производства не имел серьёзного успеха, хотя работа Роны Митры получила положительную оценку критиков. Кроме того, Митра сыграла эпизодическую роль в фильме Алана Паркера «Жизнь Дэвида Гейла». В нём она исполнила характерную для себя роль студентки по имени Берлин, стремящейся свести счёты с человеком, который, как она считает, её обидел. Она соблазняет главного героя, а затем обвиняет его в изнасиловании, хотя обвинение остаётся недоказанным, это ломает жизнь персонажу Кевина Спейси. Также Рона Митра появилась в крошечной роли в комедии «Застрял в тебе», но её героиня пребывала на экране лишь 15 секунд, не произнося ни слова, и в титрах была обозначена как «Красотка с автобусной остановки».
Следующее появление Митры на большом экране состоялось лишь спустя три года в фильме «Волки-оборотни». Актриса сыграла роль матери мальчика, которого она защищает от нападения плохих оборотней. Тем не менее фильм был крайне отрицательно встречен критикой и провалился в прокате. В 2007 году вышло ещё два фильма с её участием «Роковое число 23» и «Стрелок». Здесь Митра вновь играла лишь эпизодические роли, в которых эксплуатировались её внешние данные и сексуальность.
Определённым шагом вперёд для Роны Митры стал вышедший в 2008 году фильм «Судный день». Сама картина, снятая в стилистике постмодернистского трэша не имела большого успеха в прокате, но впервые актриса получила возможность сыграть главную роль, причём совершенно неожиданного для неё амплуа героини боевика. Для максимального соответствия образу своей героини, актриса прошла курс интенсивной физической подготовки. Хотя образ майора Иден Синклер потребовал от исполнительницы скорее физической нежели драматической подготовки, сам факт вполне успешного воплощения центральной роли повысил как популярность Роны Митры среди поклонников, так и её профессиональную репутацию. Так, осенью 2008 года кандидатура Митры рассматривалась на роль Женщины-Кошки в фильме Кристофера Нолана «Тёмный рыцарь: Возрождение легенды», причем толчком к этой идее послужило именно исполнение актрисой роли женщины-воина в «Судном дне».
В результате успешной работы в «Судном дне» Митра получила приглашение сыграть главную женскую роль в фильме «Другой мир: Восстание ликанов», являющийся приквелом франшизы «Другой мир». Несомненно одним из мотивов выбора актрисы на эту роль стало её внешнее сходство с Кейт Бекинсейл — другой британской актрисой, сыгравшей главные роли в предшествующих фильмах франшизы — «Другой мир» и «Другой мир: Эволюция». В этом фильме Рона Митра исполнила роль Сони — дочери предводителя вампиров Виктора, которая изменяет делу отца, влюбившись в оборотня и казнена из-за этой связи. Фильм вышел в американский прокат 25 января 2009 года и в первый уик-энд вышел на второе место по кассовым сборам. Впрочем, американские критики весьма прохладно встретили картину, а актёрскую игру самой Роны Митры оценили достаточно низко, считая её слабой актрисой, и сошлись во мнении, что полноценно заменить Бекинсейл Митре не удалось. Даже высказывалось мнение, что Рона Митра продемонстрировала в фильме свою сексуальность, но ничего более. Тем не менее её выдвинули на премию Scream в категории «Лучшая актриса в жанре фэнтези», но дальше номинации Митре продвинуться не удалось.
В 2009 году на экраны вышли два фильма с участием Митры. В малобюджетном фильме «Мальчик в коробке», повествующем о попытке полицейского найти своего похищенного много лет назад сына с помощью расследования ещё более давнего похищения ребёнка, Рона Митра сыграла небольшую роль жены главного героя, матери похищенного мальчика. Фильм катастрофически провалился в прокате, собрав лишь 7306 долларов и прошёл практически незамеченным для широкой публики, хотя и удостоился положительных оценок критики, в том числе и за роль Роны Митры. В новозеландской драме «Вся правда о мужчинах» Митра сыграла роль любовницы главного героя. Критики отметили несомненную привлекательность актрисы, но посчитали, что среди героев фильма она смотрелась инородным телом.
В 2011 году Рона Митра приняла участие в съёмках детективного триллера «Лофт» — ремейка одноимённого бельгийского фильма 2008 года, где она играла небольшую и малозаметную роль второго плана. Картина вышла на экраны в 2014 году и не имела особого успеха. В 2016 году сразу на видео вышел ещё один фильм с участием Митры — «Трудная мишень 2», где актриса сыграла роль второго плана.

## Карьера на ТВ
Как и многие начинающие актрисы Рона Митра впервые появилась на экране в телесериале. Это был пятый эпизод первого сезона британского сериала «Охотники за привидениями восточного Финкли», где Митра сыграла небольшую роль. Произошло это в 1995 году. В 1997 году она появилась в одном из эпизодов детективного британского сериала «Чисто английское убийство». В том же году Митра получила роль школьницы в мини-сериале «Человек, заставлявший мужей ревновать», которая привлекла внимание к её актёрским способностям и стала настоящим стартом для её карьеры.
После дебюта на американском ТВ в «Секретном агенте» Митра в 1999 году была приглашена в популярный в США телесериал «Нас пятеро», где приняла участие в двенадцати эпизодах шестого сезона в роли британской студентки, приезжающей в США и становящейся возлюбленной одного из главных героев сериала. По мнению самой актрисы, это стало её прорывом на американском ТВ. Далее она получает приглашение сняться в одной из главных ролей в сериале ABC «Скрещивание Гидеона», посвящённому жизни врачей, где она сыграла доктора Александру Клейн. В 2001 году сериал вышел на экраны, но был закрыт после первого же сезона, вследствие низких рейтингов.
Гораздо более удачным оказалось участие Роны Митры в сериалах на юридическую тематику. В 2003—2004 годах вышел восьмой сезон популярного сериала «Практика», где Митра сыграла роль Тары Уилсон — студентки юридической школы, работающей практиканткой в бостонской юридической фирме. Приглашение Митры, как и Джеймса Спейдера и Шэрон Стоун, было вызвано желанием продюсеров «освежить» сериал новыми сквозными героями. Хотя сериал был закрыт после этого сезона, созданный Митрой романтический образ понравился зрителям и актриса получила приглашение перейти в спин-офф «Практики» — «Юристы Бостона». В нём Митра отыграла Тару Уилсон, теперь уже дипломированного юриста и младшего адвоката крупной юридической фирмы в течение всего первого сезона и первых трёх эпизодах второго. Роль Тары Уилсон принесла Роне Митре известность среди американских зрителей, с ней же связано и её единственное официальное актёрское достижение на ТВ — в 2006 году она была номинирована в числе других актёров сериала на приз Гильдии актёров «За лучший актёрский ансамбль в комедийном сериале».
В 2004 году на экраны вышел мини-сериал «Спартак», где Митра исполнила роль вымышленной героини, Варинии — возлюбленной Спартака. Сам персонаж оказался несколько неправдоподобным, так как по сюжету Вариния оказалась и стратегом, и философом, и феминисткой, но удостоилась редких похвал критиков, хотя в целом, её работе уделили весьма мало внимания.
В 2005 году Рона Митра приняла участие в сериале «Части тела», рассказывающего о жизни пластических хирургов, где на протяжении пяти эпизодов третьего сезона сыграла роль британского детектива Кит Макгро, прибывающей в Майами для поимки сексуального маньяка по кличке Резак, калечащего женщин. Созданная Митрой героиня произвела неоднозначное впечатление на зрителей, так как по ходу действия Кит Макгро участвовала в откровенных сексуальных сценах, в том числе, бисексуального характера, а в итоге оказывалась родной сестрой маньяка и помогала ему скрыться от правосудия, причем успешно. Тем не менее, сама актриса признавалась в интервью, что Кит Макгро стала, возможно, самым интересным персонажем из всех сыгранных ею ролей.
После не особенно удачной карьеры на большом киноэкране Рона Митра вернулась на телевидение. В 2010 году она появилась в роли отрицательного персонажа, коммандера Кива, в трёх эпизодах сериала «Звёздные врата: Вселенная». Роль женщины-вампира в «Другом мире: Восстание ликанов» повлекло за собой её приглашение в мистический сериал «Врата», где Митра исполнила роль вампира, причем её героиня, будучи вампиром, пыталась, тем не менее, вести человеческий образ жизни и даже воспитывала приемного ребёнка-человека совместно с мужем-вампиром. Низкие рейтинги повлекли за собой закрытие этого сериала после первого же сезона, демонстрировавшегося в 2010 году.
В 2012 году на телеэкраны вышел снятый сразу для ТВ триллер «Кризисный момент», где Митра исполнила главную роль. Её персонаж, полицейский психолог, отошедшая от дел после неудачно проведенных переговоров об освобождении заложников, вынуждена вернуться на службу после захвата в заложники её родной сестры. В том же 2012 году Митра вновь создала образ сильной и воинственной женщины в сериале «Ответный удар», где она появилась в третьем сезоне в роли майора военной разведки Рейчел Далтон — командира группы британского спецназа ведущей борьбу с международным терроризмом.
В 2012 году было анонсировано участие Митры в новом телевизионном проекте Майкла Бэя и Джонатана Мостоу — сериале «Последний корабль», где она сыграла роль ученого-эпидемиолога Рейчел Скотт. Митра привлекла внимание продюсеров благодаря ранее созданному ею ряду сильных женских персонажей, особенно Рэйчел Далтон в «Ответном ударе». Сериал снимается по мотивам одноимённого романа Уильяма Бринкли и посвящён выживанию остатков человечества после пандемии. Первый сезон вышел в 2014 году. В дальнейшем сериал был продлен ещё на два сезона, но персонаж Митры был убит в последнем эпизоде второго сезона.

## Карьера в поп-музыке
На волне своей популярности как модели Лары Крофт Митра сделала попытку заявить о себе в мире поп-музыки. В 1997 году вышел её сингл Getting Naked, а в 1998 году она выпустила свой первый музыкальный альбом Come Alive, спродюсированный Дэйвом Стюартом, известным как участник группы Eurythmics. Работа над альбомом велась во Франции. В связи с разрывом контракта Митры с Eidos альбом не получил должной поддержки и вышел только во Франции очень небольшим тиражом. В 1999 году вышло переиздание этого альбома с некоторыми дополнениями под названием Female Icon также при участии Дэйва Стюарта. Альбом был издан во Франции и Германии, но продавался также плохо. Таким образом, существенного успеха на музыкальном поприще Роне Митре достичь не удалось и в дальнейшем она сосредоточилась на актёрской карьере.

## Фильмография
| Год       |     | Русское название                           | Оригинальное название             | Роль                               |
| --------- | --- | ------------------------------------------ | --------------------------------- | ---------------------------------- |
| 1995      | с   | Охотники за привидениями восточного Финкли | Ghostbusters of East Finchley     | Cass (1 эпизод)                    |
| 1997      | с   | Чисто английское убийство                  | The Bill                          | Сара Виксем (1 эпизод)             |
| 1997      | тф  | Жажда к великолепному                      | Lust for Glorious                 | Первая Французская Красотка        |
| 1997      | с   | Человек, заставлявший мужей ревновать      | The Man Who Made Husbands Jealous | Флора Сеймур                       |
| 1997      | ф   | Первый рыцарь при дворе Аладдина           | A Kid in Aladdin’s Palace         | Шехеразада                         |
| 1998      | ф   | Крупье                                     | Croupier                          | Girl with Joint                    |
| 1998      | ф   | Монах Доусон                               | Monk Dawson                       | Mollie Jolliffe                    |
| 1999      | кор | Как развести Гиббонов                      | How to Breed Gibbons              | Джульет                            |
| 1999      | ф   | Беовульф                                   | Beowulf                           | Кайра                              |
| 1993      | с   | Секретный агент                            | Secret Agent Man                  | Люси Салливан (1 эпизод)           |
| 1999—2000 | с   | Нас пятеро                                 | Party of Five                     | Holly Marie Beggins (12 эпизодов)  |
| 2000      | ф   | Невидимка                                  | Hollow Man                        | соседка Себастьяна                 |
| 2000      | ф   | Убрать Картера                             | Get Carter                        | Жеральдин                          |
| 2000—2001 | с   | Скрещивание Гидеона                        | Gideon’s Crossing                 | Dr. Alejandra Ollie Klein          |
| 2002      | ф   | Али Джи в парламенте                       | Ali G Indahouse                   | Кейт                               |
| 2002      | ф   | Стильная штучка                            | Sweet Home Alabama                | Табата Уэдмар-Смит                 |
| 2002      | ф   | Жизнь Дэвида Гейла                         | The Life of David Gale            | Берлин                             |
| 2003      | ф   | Застрял в тебе                             | Stuck on You                      | Bus Stop Bombshell                 |
| 2003—2004 | с   | Практика                                   | The Practice                      | Тара Уилсон (22 эпизода)           |
| 2004      | ф   | Шоссе смерти                               | Highwaymen                        | Молли Пул                          |
| 2004      | тф  | Спартак                                    | Spartacus                         | Вариния                            |
| 2004—2005 | с   | Юристы Бостона                             | Boston Legal                      | Тара Уилсон (20 эпизодов)          |
| 2005      | с   | Части тела                                 | Nip/Tuck                          | Кит МакГроу (5 эпизодов)           |
| 2006      | ф   | Волки-оборотни                             | Skinwalkers                       | Рэйчел Талбот                      |
| 2007      | ф   | Роковое число 23                           | The Number 23                     | Лора Толлинс                       |
| 2007      | ф   | Стрелок                                    | Shooter                           | Алурдес Галиндо                    |
| 2008      | ф   | Судный день                                | Doomsday                          | майор Иден Сенклер / Eden Sinclair |
| 2009      | ф   | Другой мир: Восстание ликанов              | Underworld: Rise of the Lycans    | Соня                               |
| 2009      | ф   | Вся правда о мужчинах                      | Separation City                   | Кэтрин Бекер                       |
| 2009      | ф   | Мальчик в коробке                          | Stolen Lives                      | Барбара Адкинс                     |
| 2010      | с   | Звёздные врата: Вселенная                  | Stargate Universe                 | командир Кива (3 эпизода)          |
| 2010      | ф   | Воссоединение семейки Рубинс               | Reuniting the Rubins              | Энди Рубин                         |
| 2010      | с   | Врата                                      | The Gates                         | Клэр Рэдлифф (13 эпизодов)         |
| 2012      | тф  | Кризисный момент                           | Crisis Point                      | Кэмерон Грэйнджер                  |
| 2012—2013 | с   | Ответный удар                              | Strike Back                       | майор Рэйчел Далтон (14 эпизодов)  |
| 2014      | ф   | Лофт                                       | The Loft                          | Элисон                             |
| 2014—2015 | с   | Последний корабль                          | The Last Ship                     | доктор Рэйчел Скотт (23 эпизода)   |
| 2016      | ф   | Трудная мишень 2                           | Hard Target 2                     | София                              |
| 2018      | с   | Супергёрл                                  | Supergirl                         | Мёрси Грейвз (5 эпизодов)          |
| 2020      | ф   | Мой создатель                              | Archive                           | Симона                             |
| 2020      | ф   | Скайлайн 3                                 | Skylin3s                          | доктор Мэл                         |
| 2025      | ф   | Рыжая Соня                                 | Red Sonja                         |                                    |

## Награды и номинации
| Год  | Премия                     | Категория                                      | Фильм или сериал              | Результат |
| ---- | -------------------------- | ---------------------------------------------- | ----------------------------- | --------- |
| 2006 | Screen Actors Guild Awards | Лучший актёрский ансамбль в комедийном сериале | Юристы Бостона, 2004          | Номинация |
| 2009 | Scream Awards              | Лучшая актриса в жанре фэнтези                 | Другой мир: Восстание ликанов | Номинация |

## Дискография
- Getting Naked (1997), сингл.
- Come Alive (1998), альбом.
- Female Icon (1999), альбом.